# Јан Лари
Јан Леополдович Лари (рус. Ян Леопо́льдович Ла́рри; Рига, 15. фебруар 1900 – Лењинград, 18. март 1977) био је совјетски писац, највероватније летонског порекла, чији су романи за младе, посебно научно фантастична књига Карик и Ваља, постали класици широм света. Прво страно издање ова књига је имала 1940. године у југословенској едицији Плава птица.

## Биографија
Рођен у Риги, остао је сироче са девет година, борио у Првом светском рату, а касније прикључио Црвеној армији. Завршио је биологију на Лењинградском универзитету, и тридесетих почео да објављује књиге из области научне фантастике, и одмах сусрео са цензуром и проблемима од стране комунистичких власти. Његова најславнија књига је роман о Карику и Ваљи, брату и сестри који се смање током научног експеримента и имају невероватну авантуру у свету инсеката и биља. Ова књига му је донела светску славу и преведена је на већину светских језика, али се о писцу дуго година ништа није знало. Њему успех књиге није опроштен, па пише сатирични роман Небески гост о Марсу и СССР-у намењен једном читаоцу Стаљину, након чега је ухапшен и осуђен на десет година затвора у Сибиру. Наставио је да пише и након одслужења казне, али је његова књижевност увек склањана у страну. Преминуо је 1977. године у Лењинграду. На српски је превдена још једна његова дечија књига Дневник ученице. Једина постојећа фотографија Јана Ларија је из затвора.

## Дела
- Украдена Країна (1926)
- О маленьких людях (1926)
- Пять лет (1929)
- Окно в будущее (1929)
- Как это было (1930)
- Записки конноармейца (1931)
- Страна счастливых (1931)
- Необичне авантуре Карика и Ваље (1937),[2] преведено на српски као Карик и Ваља 1940. године у едицији Плава птица
- Загадка простой воды(1939)
- Небески гост (1940—1941) књига намењена Стаљину, због које је завршио у затвору
- Белешке једне ученице/Дневник ученице (1961)[3] преведено на српски
- Чудесне пустоловине Кука и Куки (1961) преведено на већину светских језика
- Храбрый Тилли: Записки щенка, написанные хвостом (1970)